# Kadji Sports Academy
Kadji Sports Academy – kameruński klub piłkarski z siedzibą w Duali. 

## Historia
Przez trzy sezony klub występował na poziomie pierwszej ligi (2004–2006), a także przez dziewięć sezonów na poziomie drugiej ligi (1996–2003, 2007).

### Historia występów w pierwszej lidze
| Sezon | Liga              | Miejsce | Uwagi  |
| ----- | ----------------- | ------- | ------ |
| 2004  | Première Division | 12.     |        |
| 2005  | Première Division | 12.     |        |
| 2006  | Première Division | 16.     | spadek |

## Reprezentanci kraju grający w klubie
|  | - Moucharafou Alao - Séidou Barazé - Kabirou Moussoro - Félicien Singbo - Mahamat Hisseine - Djabou Yalo Ngabo - Aurélien Chedjou - Armand Deumi - Eric Djemba-Djemba - Cédric Djeugoué |  | - David Eto’o - Samuel Eto’o - Idriss Carlos Kameni - Georges Mandjeck - Stéphane M’Bia - Arnaud Monkam - Benjamin Moukandjo - Sylvain Moukwelle - Alexis Ngambi - Nicolas N’Koulou |  | - Aloys Nong - Sébastien Siani - Jean-Pierre Tcheutchoua - Jean-Michel Tchouga - Hervé Tum - Claude Kum Maka - Dzon Delarge - Jean-Marie Nguembéthé - William Ngounou |